# ستراژنیک (استان اشوی‌داشکسیه)
ستراژنیک (به لهستانی: Strażnik) یک منطقهٔ مسکونی در لهستان است که در گمینا سولتس-زدروی واقع شده‌است.